# 11족 원소

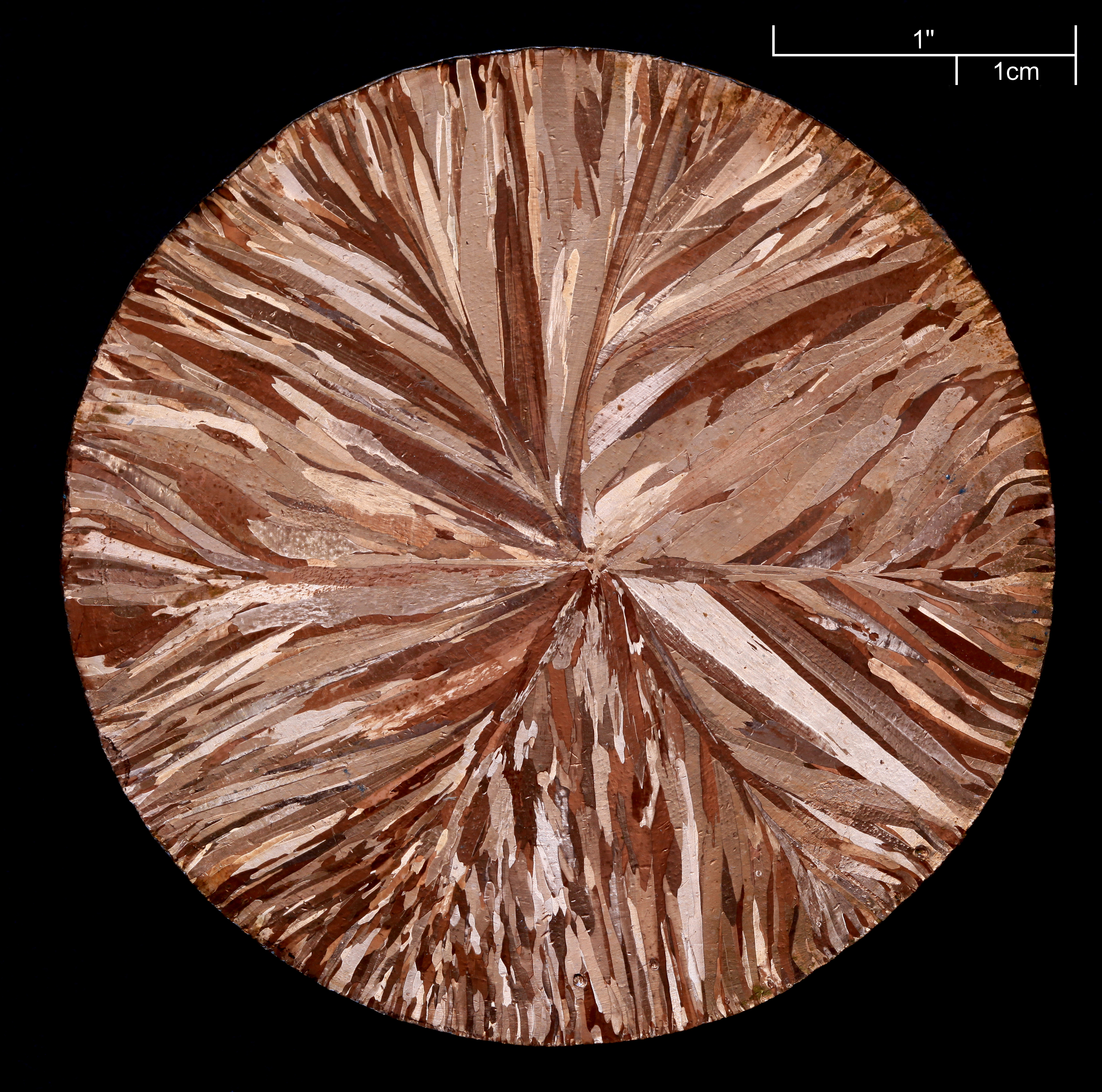

11족 원소(Group 11)는 과거에 주화로 많이 사용되었기 때문에 주화 금속(coinage metal, 鑄貨金屬)이라고도 하며, 주기율표의 열한번째 족에 속하는 화학 원소이다. 뢴트게늄을 제외하고 3개의 금속은 귀금속에 속하는 원소이다.
| 주기 | 원소 이름 | 원소 기호 (번호) | 원자 질량    | 녹는점 (K) | 끓는점 (K) | 전기음성도 |
| 4    | 구리      | Cu (29)          | 63.546(3)    | 1357.77    | 2835       | 1.90       |
| 5    | 은        | Ag (47)          | 107.8682(2)  | 1234.93    | 2435       | 1.93       |
| 6    | 금        | Au (79)          | 196.96655(2) | 1337.33    | 3129       | 2.54       |
| 7    | 뢴트게늄  | Rg (111)         | (272)        | ?          | ?          | ?          |

## 같이 보기
- 귀금속
- 주화 금속